# Mézerolles
Mézerolles település Franciaországban, Somme megyében. Lakosainak száma 182 fő (2022. január 1.). Mézerolles Barly, Frohen-sur-Authie, Le Meillard, Outrebois és Remaisnil községekkel határos.

## Népesség
A település népességének változása:
| Lakosok száma | 193  | 190  | 192  | 188  | 186  | 184  | 183  | 184  | 182  |
|               | 2013 | 2015 | 2016 | 2017 | 2018 | 2019 | 2020 | 2021 | 2022 |